# 1992 en photographie
| Années de la photographie : 1989 - 1990 - 1991 - 1992 - 1993 - 1994 - 1995    |
| Décennies de la photographie : 1960 - 1970 - 1980 - 1990 - 2000 - 2010 - 2020 |

Cet article présente les faits marquants de l'année 1992 en photographie.

## Événements
- Création à Almería en Espagne du Centre andalou de la photographie (en)[1].
- Création de la Fédération européenne de la photographie (FEP), organisation qui réunit des associations nationales de photographes professionnels ; elle a son siège à Bruxelles.
- La municipalité de Gentilly célèbre le 80e anniversaire de Robert Doisneau, natif de la commune, et donne son nom à un ancien hôtel qui est transformé en un lieu consacré à la photographie ; la Maison de la photographie Robert-Doisneau sera inaugurée en 1996.
- Reporters sans frontières crée la collection de livres bilingues anglais-français 100 photos pour la liberté de la presse.
- Création du magazine français mensuel Réponses Photo consacré à la photographie amateure et professionnelle.

- Contentieux autour de la photographie de Robert Doisneau, Le Baiser de l'hôtel de ville, prise en 1950 à proximité de l'Hôtel de ville de Paris :  le couple Lavergne qui revendique être les amants de l’hôtel de ville[2] sera finalement débouté.

- Création de la marque Lomography par l'entreprise autrichienne Lomographische AG qui fabrique et commercialise des produits et services dans le domaine de la photographie argentique.
- La firme japonaise Nikon commercialise le Nikon F-801s, un appareil photographique reflex mono-objectif.
- la firme japonaise Canon commercialise le Canon EOS 5, un appareil photographique reflex mono-objectif, le premier à intégrer un autofocus contrôlé par l'œil de l'utilisateur.

## Photographies notables
- Oliviero Toscani, Kissing-nun, photographie de mode pour illustrer une campagne publicitaire de Benetton, qui a fait scandale.
- Jeff Wall, Dead Troops Talk (en) : photographie couleur travaillée en numérique,  représentant les conséquences d'une attaque fictive contre une patrouille de l'armée soviétique par les Moudjahidines pendant la guerre d'Afghanistan au cours de l'hiver 1986[3].

## Livres de photographies
- Antoine Agoudjian (préf. Frédéric Dard), Portraits des Restos du cœur, Paris, Calmann-Lévy, coll. « Portrait de la France », 1992 (ISBN 978-2-7021-2154-2, présentation en ligne).
- (fr + ar) Claude Bricage et Tahar Djaout (trad. Mohamed Nabhane), Photons d'acier, Annaba, Centre culturel français / SIDER, 1992.
- Burk Uzzle, Progress report on civilization, Chrysler Museum, 1992  (ISBN 0-94074-465-1).

## Films sur la photographie
- Howard Franklin, L'Œil public (The Public Eye), film américain, dont le personnage principal est directement inspiré de la vie du photographe Weegee.

## Études, essais, articles
- Jean-Claude Lemagny (préf. Gilles Mora), L'ombre et le temps : essais sur la photographie comme art, Paris, Nathan, coll. « Essais & recherches », 1992, 384 p. (ISBN 2-09-190653-0, lire en ligne).
- Chantal Meyer-Plantureux (dir.) (préf. Bernard Dort), La photographie de théâtre ou La mémoire de l'éphémère, Paris, Paris audiovisuel, coll. « Les Annales photographiques de la Ville de Paris », 1992, 172 p. (ISBN 2-9047-3251-9)[4].
- Michel Poivert, Le pictorialisme en France, Paris, Hoëbeke, Bibliothèque nationale, coll. « Le siècle d'or de la photographie », 1992, 108 p. (ISBN 2-905292-52-0).
- Naomi Rosenblum (préf. Anne Cartier-Bresson), Une histoire mondiale de la photographie, Paris, New York, Londres, Éditions Abbeville, 1992, 668 p. (ISBN 2-87946-007-7)[5].
- Marie de Thézy et Claude Nori, La photographie humaniste. 1930-1960. Histoire d'un mouvement en France, Paris, Contrejour, 239 p. (ISBN 2-859-49145-7).
- Michel Tournier, Le Crépuscule des masques, Paris : Hoëbeke, 187 p.  (ISBN 2-905292-33-4)[6].

## Expositions
- 19 février - 20 avril : Lisette Model: Photographien 1933-1983, Musée Ludwig, Cologne[7].
- 17 mars - 24 mai 1992 : Suzanne Lafont, Jeu de paume, Paris[8].
- mars : Ferdinando Scianna : les formes du chaos, Galerie municipale du Château d'eau, Toulouse.
- mars - mai : Marcel Bovis, exposition d'accueil de sa donation, Palais de Tokyo, Paris[9].
- 6 juin - 11 octobre : Between home and heaven : contemporary American landscape photography, Smithsonian American Art Museum, Washington

puis 14 août - 11 octobre : Carnegie Museum of Art, Pittsburgh ; 6 février 1993 - 28 mars 1993 : New Orleans museum of art, La Nouvelle Orléans ; 1er mai - 28 juin 1993 : New York State Museum, New York.
- 19 juin - 13 septembre : Serge Tousignant. Parcours photographique : 1972-1992, Musée canadien de la photographie contemporaine, Ottawa[10].
- 25 juin - 7 septembre : Arrêt sur viaduc, Espace Art Défense, Paris[11]

photographies de Sandy Skoglund, Marti Llorens, Patrick Bailly-Maître-Grand, Jean-Michel Marchetti, Georges Rousse, Bernard Faucon, Hotaro Koyama, Charles Matton, Nils-Udo.
- 7 juillet - 29 septembre : La Bretagne de Constant Puyo, photographe 1857-1933, maître de l'école picturaliste, Musée de Bretagne, Rennes.
- 29 août - 11 octobre : Walker Evans & Dan Graham, Centre d'art contemporain Witte de With, Rotterdam ; puis Musée Cantini, Marseille[12].
- 11 septembre - 8 novembre : Giorgio Sommer in Italien : Fotografien 1857 - 1888, Münchner Stadtmuseum, Munich[13].
- 19 septembre - 7 décembre : Trace of Life: Seen Through Korean Eyes, 1945–1992, présentant les œuvres de treize photographes coréens (Koo Wangsam, Lim Eungsik, Lee Haesun, Lee Hyungrok, Kim Hanyong, Han Young-soo, Chung Bumtae, Choi Minsik, Joo Myungduk, Hong Suntae, Yuk Myungshim, Kim Kichan, et Kim Soonam) appartenant aux collections du musée Dong-Gang, l'un des premiers musées publics de photographie en Corée, The Korea Society Gallery, New York [14]
- 20 octobre - 18 janvier 1993 : Hill et Adamson, le premier reportage photographique, 1843-1845, Musée d'Orsay, Paris[15],[16].
- 29 octobre - 31 janvier 1993 : Lola Álvarez Bravo: fotografías selectas, 1934-1985, première exposition rétrospective consacrée à la photographe, Centro Cultural Arte Contemporáneo, Mexico[17].
- 5 décembre - 10 janvier 1993 : Un viaggio fra mito e realtà : Giorgio Sommer, fotografo in Italia, 1857-1891, palais Braschi, Rome[18].
- Photographie der modern in Prag 1900-1925, Association d'art de Francfort, Festpielgalerie, Berlin.
- Beau : a reflexion on the nature of beauty in photography / Une réflexion sur la nature de la beauté en photographie, Musée canadien de la photographie contemporaine, Ottawa ; Centre culturel canadien, Paris.
- Carmelo Bongiorno : luoghi privati, Musée de la photographie Ken Damy, Brescia.
- Pierre de Fenoÿl. Cinq ans après, Musée de l'Élysée, Lausanne[19].
- Gustave de Beaucorps, 1825-1906. Calotypes : "l'appel de l'Orient", 1858-1861, Musée de l'Échevinage, Saintes ; puis Musée Sainte-Croix, Poitiers[20].

## Festivals et congrès photographiques
- 8 juillet - 16 août : 23es Rencontres de la photographie d'Arles Les Européennes[21],[22] ; première exposition en France de Don McCullin[23].
- 5 septembre - 20 septembre : 4e édition du festival Visa pour l'image à Perpignan en France[24],[25],[26].
- novembre : 7e Mois de la photo, Paris.

## Prix et récompenses
- Grand Prix national de la photographie : Jeanloup Sieff.
- Prix Niépce : Luc Choquer.
- Prix Nadar : Michel Séméniako, Dieux de la nuit, Paris, éditions Marval, 1992, 157 p.  (ISBN 2-86234-111-8)[27].
- Grand prix Paris Match du photojournalisme : Luc Delahaye pour ses photographies à Sarajevo.
- Prix Kodak de la critique photographique : 1er prix : Carl de Keyser ; mention : Flor Garduño.
- Prix Oskar-Barnack : Sebastião Salgado.
- Prix Erich-Salomon : Don McCullin.
- Prix culturel de la Société allemande de photographie : Evelyn Richter.
- Prix national de portrait photographique Fernand-Dumeunier : Thomas Chable.
- Prix du duc et de la duchesse d'York : Mireille Baril.
- Prix Robert Capa Gold Medal : Luc Delahaye (agence Sipa Press) pour ses photographies à Sarajevo.
- Prix Pulitzer : 
  - Prix Pulitzer de la photographie d'article de fond (Pulitzer Prize for Feature Photography) : John Kaplan, pour ses photographies décrivant les différents modes de vie de sept jeunes de 21 ans à travers les États-Unis.
  - Pulitzer Prize for Spot News Photography : l'équipe de photographes d'Associated Press pour des photographies du putsch de Moscou en Russie.
- Prix Ansel-Adams : J. D. Marston.
- Prix W. Eugene Smith : Eli Reed.
- Infinity Awards
  - Prix pour l'œuvre d'une vie : Carl Mydans.
  - Prix de la publication Infinity Award : (en) Irving Penn, Passage a work record, New York, Alfred A. Knopf, 1991 (ISBN 9780679404910).
  - Infinity Award du photojournalisme : Christopher Morris.
  - Infinity Award for Art : Mike et Doug Starn.
  - Prix de la photographie appliquée : Oliviero Toscani.
- Prix Higashikawa : photographe japonais : Jōji Hashiguchi ; photographe étranger  : Olivo Barbieri ; photographe espoir : Seiichi Furuya ; prix spécial : Masahisa Fukase.
- Prix Kimura Ihei : Mitsugu Ōnishi et Norio Kobayashi.
- Prix Ken-Domon : Kōichi Imaeda.
- Prix de la Société de photographie de Tokyo : Nobuyoshi Araki, Isao Hirachi, Kōji Onaka.
- World Press Photo de l'année : David Turnley, photographie prise pendant la guerre du Golfe, un sergent américain pleure la mort d'un compagnon d'armes victime d'un tir ami[28].
- Prix international de la Fondation Hasselblad : Josef Koudelka.
- Prix national vénézuélien de la photographie : Fina Gómez Revenga.

## Naissances
- 8 janvier : Michel d'Oultremont, photographe animalier belge.
- 14 février : David Fritz Goeppinger, photographe et écrivain franco-chilien.
- 12 mai : Maisie Cousins, photographe britannique.
- 30 juillet : Khadija Saye, photographe gambo-britannique, morte le 14 juin 2017.
- 21 août : Manuel Ano, plongeur professionnel et photographe français.
- 30 septembre : Alexandra Sophie, photographe française.

- Date précise inconnue ou non renseignée :
  - Jordi Koalitic, photographe et vidéaste espagnol.

## Décès
- 4 février : Lisa Fonssagrives,  mannequin suédoise, active en France et aux États-Unis, premier top model de l'histoire de la photographie de mode, née le 17 mai 1911.
- 14 février: Luigi Ghirri, photographe italien, né le 5 janvier 1943.
- 22 février : Jun Miki, photojournaliste japonais, né le 14 septembre 1919.
- 21 mars : Claude Bricage, photographe français, né le 18 avril 1939.
- 17 mai : George Hurrell, photographe américains, né le 1er juin 1904.
- 27 juillet : 
  - Jean Besancenot, ethnologue, dessinateur et photographe français, né le 24 septembre 1902.
  - Max Dupain, photographe australien, né en avril 1911.
- 17 août : Barbara Morgan, photographe américaine travaillant sur le thème de la danse moderne, cofondatrice de la revue photographique Aperture, née le 8 juillet 1900.
- 27 septembre : Harry Croner, photographe allemand, né le 16 mars 1903.
- 30 novembre : Bernard Lefebvre, photographe français, né le 27 mars 1906.
- Date précise inconnue ou non renseignée :
  - Martha McMillan Roberts, photographe américaine, née en 1919.
  - Noboru Ueki, photographe japonais, né en 1905.

## Célébrations
Centenaire de naissance
- Gabriel Casas
- Ola Cohn
- Maurice Day
- Armando Fizzarotti
- Rosō Fukuhara
- Meïssa Gaye
- Přemysl Koblic
- Karl Lärka
- Otto Linck
- Suzanne Malherbe
- Josep Masana
- Daniel Masclet
- Johannes Molzahn
- Nickolas Muray
- Johannes Pääsuke
- Albert Rudomine
- Sasha
- Vilho Setälä
- Joaquín Ruiz Vernacci
- André Vigneau

Centenaire de décès
- Jean-Baptiste Dulac
- Louis de Lucy-Fossarieu
- Joseph-Philibert Girault de Prangey
- Fílippos Margarítis
- Félix Teynard

Bicentenaire de naissance
- John Herschel
- Marcellin Jobard
- John Locke (en)